# Grote of Maria Magdalenakerk
De Grote of Maria Magdalenakerk uit 1423 staat in het centrum van de Zeeuwse stad Goes aan een pleintje ten zuiden van de Markt tegenover de rooms-katholieke Heilige Maria Magdalenakerk.
Of er een voorganger was op deze plaats is niet bekend. De bouw van de kerk in zijn huidige vorm begon rond 1470 met het koor. Men wilde een driebeukige hallenkerk, net als die van Gouda. Later ging men echter over naar de basilikale vorm en alleen het koor heeft de vorm van een hallenkerk. In 1506 begon men met de bouw van het dwarsschip en het schip. Op 11 september 1618 om ongeveer één uur ontstond er brand in de kerk omdat de schaliedekker (leidekker) Hans Henricxsz het vuur, dat hij voor het solderen van de goten nodig had, in de voormiddag slecht had bewaard. In datzelfde jaar nog begon men aan de herbouw van de kerk die in 1621 werd voltooid. De kerk bleef in de laatgotische stijl. In de 17e eeuw werd ook een hoge dakruiter met een carillon op de kruising van de kerk gebouwd. Het carillon heeft 47 klokken, waarvan de zwaarste 965 kg weegt.
Alleen het transept en het koor worden nog als kerk gebruikt, het schip dient als tentoonstellingsruimte. Het interieur is vrij sober, zoals een gewone protestantse kerk. Verder is er nog een preekstoel uit 1594 en is de kerkvloer bedekt met grafzerken. De bekende ds. Bernardus Smytegelt heeft hier nog z'n preken vanaf gehouden. Na een restauratie van de kerk werden in 1929 en 1930 glas-in-loodramen geplaatst van Henk Schilling.
De zwarte roodstaart, van oorsprong een rotsbewoner, nestelt op of rondom dit kerkgebouw.

## Het orgel
Het orgel in de Grote of Maria Magdalenakerk te Goes werd gebouwd van 1641 tot 1643 door de uit Engeland afkomstige William Deakens en telde 26 registers, 2 manualen en een aangehangen pedaal. Van deze periode resten slechts de kassen en de discant van de Roerfluit 8’ van het Rugwerk.
Een aantal orgelbouwers past in de loop der eeuwen het orgel aan de dan heersende smaak aan. Van 1704 tot 1711 werkt Jacob Cool uit Rotterdam aan het instrument. Hij plaatst het orgel in de koorsluiting, wijzigt de dispositie, completeert het groot octaaf en bouwt een zelfstandig pedaal. Door dit alles worden de kassen verbouwd. Uit deze periode dateren ook de grote beelden en de luiken. Jacob François Moreau werkt o.a. in 1739 aan de intonatie van diverse registers en legt opnieuw een middentoonstemming aan. Uit dat jaar dateert ook de zogenaamde ‘Turkse kap’. In de 19e eeuw werken Van Oeckelen en Stulting aan het orgel. De laatste vervangt de oude klavieren. In 1909 wordt het binnenwerk gesloopt en bouwt de fa. Van den Bijlaardt een nieuw pneumatisch orgel achter het front. De frontpijpen stelt hij buiten werking. Een zestal oude registers worden benut. Na de kerkrestauratie van de twintiger jaren breidt de fa. Dekker het orgel uit met een Cornet.
Eind jaren vijftig was het orgel van Van den Bijlaardt geheel versleten. De Kerkvoogdij van de Nederlands Hervormde gemeente besloot een nieuw orgel te laten bouwen, maar zij had slechts middelen voor een tweeklaviers orgel. De stad Goes wilde echter gaarne een volwaardig concertorgel in de Grote Kerk en men besloot daarom een derde manuaal met twaalf registers te financieren. De exploitatie van het instrument werd in handen gelegd van een daarvoor in het leven geroepen stichting. Tussen aanbesteding en bouw lag echter zoveel tijd dat vanwege inflatie en snel opeenvolgende loonrondes er van de geplande twaalf stemmen slechts acht verwezenlijkt konden worden. Onder advies van Lambert Erné voltooit de Deense fa. Marcussen een nieuw mechanisch orgel met 39 stemmen verdeeld over Hoofdwerk, Rugwerk, Echowerk (achter het hoofdwerk geplaatst) en Pedaal (muziek). De kassen worden gereconstrueerd, het front gerestaureerd en pijpwerk van een negental registers benut. Daaronder de enige historische Tolkaan 4’ van ons land en de Roerfluit 8 van het Rugwerk, mogelijk het enige nog bestaande pijpwerk van William Deakens.
Na het aantreden van Kees van Eersel in 1974 worden er acties ondernomen om de twaalf stemmen van het bovenklavier alsnog te verwezenlijken. In 1980 bouwen B.A.G. Orgelmakers een zwelkast rond het Echowerk. In 1982 brengen zij achter het Echowerk een windlade aan voor vier stemmen en plaatsen twee registers. In 1985 voltooien zij met het plaatsen van de twee Tongwerken het oorspronkelijke Marcussen-concept. In 2015 zijn de luiken aan weerszijden van het orgel gerestaureerd door Stichting Restauratie Atelier Limburg (SRAL) en in 2016 is groot onderhoud aan het pijpwerk en mechanieken gepleegd door Verschueren Orgelbouw bv.